# ISO 3166-2:AE

Administrativní členění Spojených arabských emirátů

Kódy ISO 3166-2 pro Spojené arabské emiráty identifikují 7 emirátů (stav v roce 2015). První část (AE) je mezinárodní kód pro SAE, druhá část sestává z dvou písmen identifikujících emirát.

## Změny
- Věstník I-2 Archivováno 31. 1. 2012 na Wayback Machine. oprava názvů
- Věstník I-3 Archivováno 18. 12. 2008 na Wayback Machine. oprava názvů

## Seznam kódů
| Kód   | Emirát        | Hlavní město  |
| ----- | ------------- | ------------- |
| AE-AJ | Adžmán        | Adžmán        |
| AE-AZ | Abú Zabí      | Abú Zabí      |
| AE-DU | Dubaj         | Dubaj         |
| AE-FU | Fudžajra      | Fudžajra      |
| AE-RK | Rás al-Chajma | Rás al-Chajma |
| AE-SH | Šardžá        | Šardžá        |
| AE-UQ | Umm al-Kuvajn | Umm al-Kuvajn |